# David Smith (Physiker)
David Richard Smith (* 1964 in Okinawa, Japan) ist ein US-amerikanischer Physiker.

## Leben und Wirken
Smith erwarb 1988 seinen Bachelor of Science und 1994 seinen Ph.D. an der University of California, San Diego. Als Post-Doktorand arbeitete er dort von 1994 bis 1997 über die Anwendung der Plasmonenresonanz für biologische und biochemische Analysen. Anschließend war er bis 2002 Berater der Firma Seashell Technology in San Diego. Seit 2001 ist er außerordentlicher Professor an der University of California, San Diego. 2004 wechselte er an die Duke University, wo er außerordentlicher Professor und ab 2007 ordentlicher Professor war und seit 2008 William-Bevan-Professor an der Fakultät für Elektrotechnik und Technische Informatik ist. Außerdem ist er seit 2004 Gastprofessor am Imperial College London.
Smith forscht zu photonischen Kristallen, Metamaterialien und Plasmon-Nanooptik. Er entdeckte im Jahr 2000 Materialien mit negativem Brechungsindex im Mikrowellenbereich, die bereits 1967 von Wiktor Wesselago vorhergesagt wurden. Später nutzte er diese Materialien, um Gegenstände im Mikrowellenbereich nahezu unsichtbar zu machen.

## Werke
- Hrsg. mit Tie Jun Cui und Ruopeng Liu: Metamaterials. Theory, Design, and Applications. Springer US, Berlin 2009, ISBN 978-1-4419-0572-7

## Auszeichnungen
- 2002 Wahl in die Electromagnetics Academy
- 2005 Descartes-Preis (als Mitglied des EXCEL-Teams)
- 2005 Stansell Research Award (Pratt School of Engineering at Duke University)